# Самойлов, Дмитрий Анатольевич
Дмитрий Анатольевич Самойлов (род. 17 октября 1984 года, Хабаровск, СССР) — российский самбист и боец смешанных единоборств, чемпион России по боевому самбо, призёр чемпионата Европы по боевому самбо, чемпион и призёр чемпионатов мира по боевому самбо, мастер спорта России международного класса.

## Биография
Родился 17 октября 1984 года в г. Хабаровск, СССР. Отец - Самойлов, Анатолий Семёнович бывший военный, контр-адмирал ВМФ России, потому семья часто переезжала. Самбо начал заниматься с 1992 г. в Хабаровске, но из-за переездов пришлось приостановить тренировки. С 1994 занятия самбо вознообились во Владивостоке. Со временем, Дмитрий стал выигрывать первенства города, края, турниры, проходившие в Приморье.
В 1999 году отец в ушёл в отставку, и Дмитрий, вместе с ним переехал на его родину, в Старый Оскол. В Старом Осколе он заканчивал школу и в 2001 году поступил в Старооскольский технологический институт НИТУ МИСиС, на экономический факультет, который закончил в 2006 году. Одновременно занимался самбо и дзюдо в ДЮСШОР им. Александра Невского в младшей группе под руководством молодых тренеров Андрея Андрющенко и Андрея Безрука. По дзюдо дошёл до уровня кандидата в мастера спорта, выигрывал первенства области, был призёром первенства ЦФО, выступал на молодёжном первенстве России, боролся на первенстве России.
В 2005 году Воронов, Владимир Михайлович предложил Дмитрию попробовать себя в чемпионате России по боевому самбо, который проходил в Кстово, в Нижегородской области. Дмитрий выиграл чемпионат, выполнил норматив мастера спорта, а осенью, в составе сборной страны, после сборов в Москве, отправился на чемпионат мира по боевому самбо в Прагу, который также выиграл, и стал чемпионом мира.
После чемпионата мира по боевому самбо 2005 года Воронов В. М. стал приглашать Дмитрия на сборы команды Red Devil, тогда же он познакомился и начал работать с А. В. Мичковым. В 2006 году, когда Федор Емельяненко отмечал своё 30-летие, Дмитрий впервые вышел на профессиональный бой в mix fight. Тогда он выиграл у французского бойца Джина Перье Бассета болевым приемом за 37 секунд.
В 2009 году Дмитрий попробовал свои силы в ушу на Кубке России по ушу-саньшоу (саньда и цинда), соревнования по которому проходили 10-11 октября в г. Старый Оскол. В финале Дмитрий уступил сопернику из Дагестана, и занял второе место в категории до 90 килограммов. Причиной поражения стало недостаточно хорошее знание Дмитрием правил нового для него вида единоборств.

## Награды и достижения
- мастер спорта международного класса по боевому самбо
- мастер спорта по самбо
- мастер спорта по дзюдо
- чемпион России и мира по боевому самбо;
- финалист командного чемпионата России и победитель командного чемпионата мира по версии «M-1».
- чемпион Белгородской области по дзюдо;

## Статистика в смешанных единоборства
| Результат | Рекорд  | Соперник              | Способ                                         | Турнир                                             | Дата             | Раунд | Время | Место                         | Примечание                          |
| --------- | ------- | --------------------- | ---------------------------------------------- | -------------------------------------------------- | ---------------- | ----- | ----- | ----------------------------- | ----------------------------------- |
| Поражение | 18-11-1 | Джо Риггс             | Техническим нокаутом (удары)                   | M-1 Challenge 81 Battle in the Mountains 6         | 22 июля 2017     | 3     | 1:24  | Назрань, Россия               |                                     |
| Поражение | 18-10-1 | Абусупиян Алиханов    | Решением (единогласным)                        | EFN Fight Nights Global 51                         | 25 сентября 2016 | 3     | 5:00  | Каспийск, Россия              |                                     |
| Поражение | 18-9-1  | Аримарсель Сантос     | Решением (раздельным)                          | SOMMAF Steel Battle 3                              | 29 июля 2016     | 3     | 5:00  | Старый Оскол, Россия          |                                     |
| Победа    | 18-8-1  | Павел Третьяков       | Решением (единогласным)                        | IMAT - International Star 2                        | 14 мая 2016      | 3     | 5:00  | Москва, Россия                |                                     |
| Поражение | 17-8-1  | Никола Дипчиков       | Решением (единогласным)                        | ACB 22 - St. Petersburg                            | 12 сентября 2015 | 3     | 5:00  | Санкт-Петербург, Россия       |                                     |
| Победа    | 17-7-1  | Эстебан Мендоса       | Сабмишном (рычаг локтя)                        | SOMMAF - Steel Battle 2                            | 24 апреля 2015   | 1     | 1:02  | Старый Оскол, Россия          |                                     |
| Поражение | 16-7-1  | Петр Ондрус           | Решением (единогласным)                        | Caveam - Bitva Roku 2015                           | 19 марта 2015    | 3     | 5:00  | Прага, Чехия                  |                                     |
| Победа    | 16-6-1  | Павел Покатилов       | Решением (единогласным)                        | M-1 Global - Steel Battle                          | 16 июля 2014     | 2     | 5:00  | Старый Оскол, Россия          |                                     |
| Победа    | 15-6-1  | Чейк Коне             | Сабмишном (рычаг локтя)                        | M-1 Global - M-1 Challenge 43                      | 16 ноября 2013   | 1     | 3:10  | Сургут, Россия                |                                     |
| Победа    | 14-6-1  | Тато Примера          | Техническим нокаутом (остановка доктором)      | ANMMA - Liberation                                 | 5 августа 2013   | 1     | 1:56  | Белгород, Россия              |                                     |
| Победа    | 13-6-1  | Денис Давыдов         | Решением (единогласным)                        | OWSMMAC - Open West Siberia MMA Championship       | 22 декабря 2012  | 3     | 5:00  | Тюмень, Россия                |                                     |
| Поражение | 12-6-1  | Мариу Миранда         | Сабмишном (кимура)                             | M-1 Challenge 29                                   | 19 ноября 2011   | 2     | 3:58  | Уфа, Россия                   |                                     |
| Победа    | 12-5-1  | Джо Ведепо            | Решением (единогласным)                        | League S-70 - Russia vs. Brazil                    | 5 августа 2011   | 2     | 5:00  | Сочи, Россия                  |                                     |
| Победа    | 11-5-1  | Ринат Латипов         | Удушающий приём («треугольник»)                | Mix Fight Tournament                               | 15 января 2011   | 1     | 0:00  | Воронеж, Россия               |                                     |
| Победа    | 10-5-1  | Аким Абдульгалимов    | Нокаутом (удар)                                | Lipetsk Mix Federation - Russian Cities Tournament | 19 ноября 2010   | 2     | 0:00  | Липецк, Россия                |                                     |
| Победа    | 9-5-1   | Гаджимурат Омаров     | TKO (остановка боя врачом)                     | M-1 Challenge 21                                   | 28 октября 2010  | 3     | 0:28  | Санкт-Петербург, Россия       |                                     |
| Победа    | 8-5-1   | Себастьян Либебе      | Болевой приём (рычаг локтя)                    | M-1 Global — Sochi Open European Championships     | 14 июля 2010     | 2     | 2:18  | Сочи, Россия                  |                                     |
| Поражение | 7-5-1   | Магомед Султанахмедов | Нокаутом (удар ногой в голову и добивание)     | M-1 Challenge 20 — 2009 Finals                     | 03 декабря 2009  | 2     | 2:25  | Санкт-Петербург, Россия       | финал командного чемпионата России  |
| Поражение | 7-4-1   | Леандро Сильва        | Единогласное решение судей                     | M-1 Challenge 15 Brazil                            | 09 мая 2009      | 3     | 5:00  | Сан-Пауло, Бразилия           | 4-й этап командного чемпионата мира |
| Победа    | 7-3-1   | Лим Хён Гю            | Единогласное решение судей                     | M-1 Challenge 12 USA                               | 21 февраля 2009  | 2     | 5:00  | Такома, Вашингтон, США        | 1-й этап командного чемпионата мира |
| Поражение | 6-3-1   | Джейсон Джонс         | Единогласное решение судей                     | M-1 Challenge 11 — 2008 Challenge Finals           | 11 января 2009   | 3     | 5:00  | Амстелвин, Голландия          | финал командного чемпиона мира      |
| Победа    | 6-2-1   | Мин Сук Хео           | Технический нокаут                             | M-1 Challenge 9 Russia                             | 21 ноября 2008   | 2     | 2:28  | Санкт-Петербург, Россия       | 9-й этап командного чемпиона мира   |
| Победа    | 5-2-1   | Брайан Харпер         | Раздельное решение судей                       | M-1 Challenge 7 UK                                 | 27 сентября 2008 | 2     | 5:00  | Ноттингем, Англия             | 7-й этап командного чемпиона мира   |
| Победа    | 4-2-1   | Никлас Винберг        | Раздельное решение судей                       | M-1 Challenge 4 Battle On The Neva 2               | 27 июня 2008     | 2     | 5:00  | Санкт-Петербург, Россия       | 4-й этап командного чемпиона мира   |
| Поражение | 3-2-1   | Карл Амуссу           | Нокаутом (удар ногой в голову)                 | M-1 Slamm                                          | 02 марта 2008    | 1     | 0:18  | Алмере, Флеволанд, Нидерланды | 1-й этап командного чемпиона мира   |
| Победа    | 3-1-1   | Богумил Лунгрик       | Техническим нокаутом (рассечение)              | M-1 MFC Battle On The Neva                         | 21 июля 2007     | 2     | N/A   | Санкт-Петербург, Россия       |                                     |
| Поражение | 2-1-1   | Рей Стейнбейсс        | Сабмишном (удушение сзади)                     | BODOG FIGHT Clash Of The Nations                   | 14 апреля 2007   | 1     | 3:00  | Санкт-Петербург, Россия       |                                     |
| Победа    | 2-0-1   | Юнг Юн Ю              | Техническим сабмишном (удушение треугольником) | M-1 MFC — Russia vs. Korea                         | 20 января 2007   | 3     | 1:50  | Сеул, Корея                   |                                     |
| Ничья     | 1-0-1   | Тайлер Джексон        | Ничья                                          | BODOG FIGHT Clash Of The Nations                   | 15 декабря 2006  | 3     | 5:00  | Санкт-Петербург, Россия       |                                     |
| Победа    | 1-0     | Жан Пьер Бассетт      | Сабмишном (рычаг локтя)                        | M-1 MFC Mix-Fight                                  | 07 октября 2006  | 1     | 0:37  | Белгород, Россия              |                                     |

## Интервью
- на сайте «Трибуна на sports.ru»